# Mesacanthoides brevicaudatus
Mesacanthoides brevicaudatus is een rondwormensoort uit de familie van de Thoracostomopsidae. De wetenschappelijke naam van de soort is voor het eerst geldig gepubliceerd in 1987 door Keppner.